# 諾廷希爾 (密蘇里州)
諾廷希爾（英語：Nottinghill）是位於美國密蘇里州歐扎克縣的非建制地區。

## 歷史
諾廷希爾的郵局於1894年設立，其後於1985年停運。

## 地理
諾廷希爾所處的海拔為高於海平面319米（即1047英呎），而該地所採用的時區為UTC-6，即北美中部時區（CST）。同時該地設有夏令時間，為UTC-6調快一小時，即UTC-5（CDT）。